# Superinteligență
Superinteligența (SI sau S.I.) este o inteligență foarte înaltă sau puternică, fiind superioară comparată cu cel mai înalt nivel de inteligență atins până acum, cea umană. Superinteligența poate fi biologică sau artificială.
Potrivit lui Nick Bostrom :
“Prin 'Superinteligență' înțelegem un intelect care este mult mai deștept decât cele mai buna creiere umane în orice domeniu, inclusiv creativitate științifică, înțelepciune generală și talente sociale.” 